# 김효원 (배우)
김효원(1954년 9월 2일 (1954년 음력 8월 6일) ~ )은 대한민국의 배우이다.

## 생애
1971년 영화 《인생유학생》의 단역으로 영화배우 데뷔하였고 1973년 연극배우 데뷔하였으며 1975년 TBC 동양방송 12기 탤런트로 정식 데뷔하였다.

## 출연작

### 드라마
- 1975년 TBC 사랑의 가족
- 1976년 TBC 불
- 1978년 KBS 칸나의 뜰
- 1981년 KBS 부부
- 1989년 KBS 무풍지대
- 1991년 MBC 사랑이 뭐길래
- 1994년 KBS 딸부잣집
- 1995년 KBS 찬란한 여명
- 1996년 KBS 첫사랑
- 1996년 KBS 용의 눈물
- 1997년 KBS 스타트
- 1998년 KBS2 야망의 전설
- 1998년 SBS 삼김시대
- 2000년 KBS 태조 왕건 - 김효종 역
- 2000년 KBS 소설 목민심서
- 2001년 KBS 명성황후 - 민승호 역
- 2001년 SBS 이등병의 꿈
- 2002년 EBS 역사탐구 과거와의 대화
- 2002년 EBS 역사극장
- 2003년 KBS1 무인시대 - 진준 역
- 2003년 SBS 왕의 여자 - 최명길 역
- 2004년 SBS 장길산 - 조덕강 역
- 2004년 KBS2 해신 - 유자성 역
- 2005년 EBS 지금도 마로니에는
- 2006년 KBS1 서울 1945 - 박헌영 역
- 2009년 KBS1 천추태후 - 채충순 역
- 2010년 KBS1 근초고왕 - 진정 역
- 2011년 SBS 무사 백동수
- 2011년 KBS2 브레인 - 서준석 아버지 역
- 2012년 KBS2 사랑아 사랑아
- 2013년 KBS2 내 딸 서영이 - 안사장 역
- 2014년 KBS1 사랑은 노래를 타고
- 2015년 KBS1 징비록 - 우계 성혼 역
- 2016년 KBS1 장영실 - 정초 역
- 2016년 KBS1 별난가족 - 최이사 역
- 2018년 KBS2 파도야 파도야 - 최부장 역
- 2018년 KBS2 인형의 집
- 2018년 KBS2 당신의 하우스헬퍼

### 영화
- 1971년 《인생유학생》
- 1976년 《정말 꿈이 있다구》
- 1977년 《광화문통 아이》

### 연극
- 1990년 《햄릿》 ... 클로디어스 대왕 역(주연)
- 2019년 연극 '일어나라 조국이여(석오 이동녕)' - 천안

### 라디오 프로그램
- 2015년 EBS 《EBS 책 읽는 라디오 낭독 시리즈》